# Avec le temps (chanson)
Pour les articles homonymes, voir Avec le temps.
Singles de Léo Ferré
La « The Nana »
(1970) La Solitude
(1971)
Avec le temps, chanson emblématique et sans doute la plus célèbre de Léo Ferré, publiée en 1971, est l'une des chansons françaises les plus reprises au monde.

## Genèse
Écrite et composée en 1969, enregistrée en octobre 1970 lors des sessions de finalisation du volume 2 d'Amour Anarchie, cette chanson est écartée du LP par la maison de disques, pour sortir en 45 tours « à la sauvette ». En face B se trouve L'Adieu, un court poème de Guillaume Apollinaire provenant des mêmes séances d'enregistrement.
- Face A : Avec le temps - 4 min 28 s
- Face B : L'Adieu - 2 min 10 s

Ferré en donne une version italienne (Col tempo) sur l'album La Solitudine (1972).

## Composition et analyse des paroles
Cette chanson sur l'amour déçu, la fuite des sentiments et la tragique expérience du temps qui efface tout, est inspirée de la propre expérience de vie de Léo Ferré. Il compose cette chanson en repensant à sa rupture avec sa deuxième femme, Madeleine, en 1968, après le drame familial suscité par la mort tragique de leur guenon apprivoisée Pépée.

## Réception et postérité
Avec le temps s'impose immédiatement comme un « classique ». Face à cet engouement Léo Ferré disait, non sans agacement : « Avec le temps, paroles et musique, je l'ai faite en deux heures ».
Selon le site Top France, le single s'est vendu à plus de 60 000 exemplaires.
Avec le temps arrive en tête d'un palmarès établi en 2012 par 276 artistes contemporains de la variété francophone et 69 critiques,.

## Historique des éditions

### Sur support vinyle
45 tours (référence 61 427), La pochette montre un portrait en noir et blanc de Léo Ferré, réalisé par le photographe Patrick Ullmann.
En 1972, Avec le temps est publiée en 33 tours sur l'album de compilation Avec le temps (les chansons d'amour de Léo Ferré).

### Sur support CD
La première édition de la chanson sur CD se trouve sur le dixième disque du coffret Avec le temps... 1960-1974 (1989), qui rassemble des EP et des chansons uniquement sorties en 45 tours.
La chanson est réintégrée comme « bonus » à Amour Anarchie dans son édition de 2003, en double album. Les éditions séparées d'Amour anarchie régulièrement rééditées dans les années 2000 ne l'incluent pas.
On peut toujours la retrouver dans les rééditions CD de l'album de compilation Les Chansons d'amour de Léo Ferré, et dans plusieurs autres compilations du catalogue Barclay depuis 1990.
Depuis 2013, elle est intégrée (ainsi que L'Adieu d'Apollinaire) au volume 2 d'Amour Anarchie.

## Reprises et adaptations
Avec le temps a été interprétée, entre autres, par : 
- Catherine Sauvage
- Dalida[c]
- Jane Birkin (enregistrement public au Bataclan)
- Céline Dion
- Bernard Lavilliers
- Hiba Tawaji, Salif Keïta (album Sosie)
- Philippe Léotard
- Renée Claude
- Henri Salvador
- Catherine Ribeiro
- Francesca Solleville
- Juliette Gréco
- Alain Bashung
- Michel Jonasz
- Patricia Kaas
- Belinda Carlisle
- Abbey Lincoln
- Mônica Passos
- Thierry Amiel
- Bertrand Cantat
- Youn Sun Nah[8]
- le duo Brad Mehldau et Anne Sofie von Otter
- Johnny Hallyday[d]
- Benjamin Biolay
- Mama Béa (album Du côté de chez Léo)
- François Deguelt[réf. nécessaire]
- Tony Hymas (en) (instrumental)
- Wafa Ghorbel (en arabe tunisien)[10]